# تام ریکتس
تام ریکتس (انگلیسی: Tom Ricketts؛ ۱۵ ژانویهٔ ۱۸۵۳ – ۲۰ ژانویهٔ ۱۹۳۹) بازیگر، و فیلم‌نامه‌نویس اهل بریتانیا بود.

## فیلم‌شناسی
از فیلم‌هایی که وی در آن نقش داشته است، می‌توان به بیل سفیر کبیر، بولداگ درومند، ایست لین، کلاه سیلندری، زنده‌باد ویا! و جمع اضداد محال است اشاره کرد.